# Friedland (Bassa Sassonia)

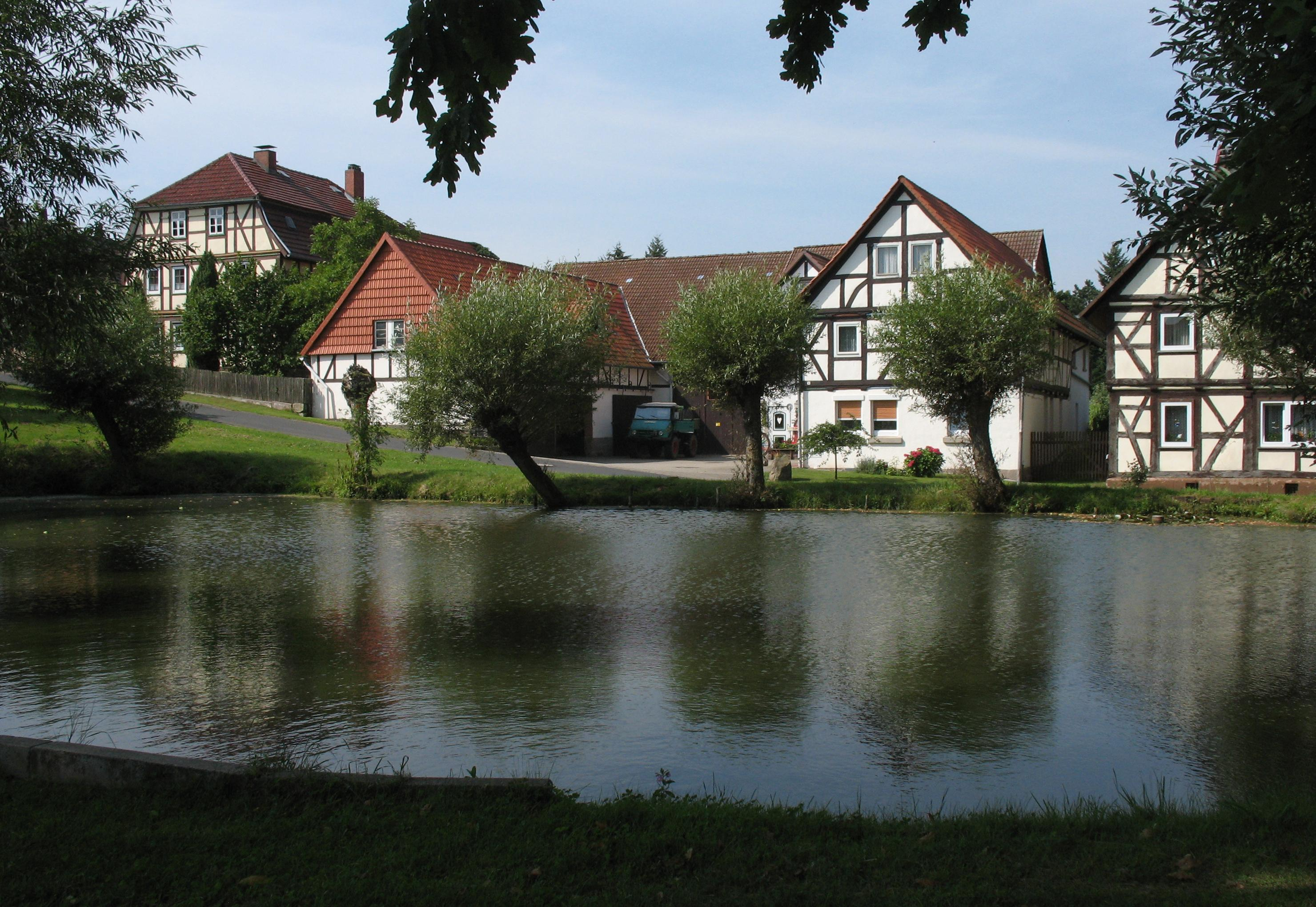
Lichtenhagen

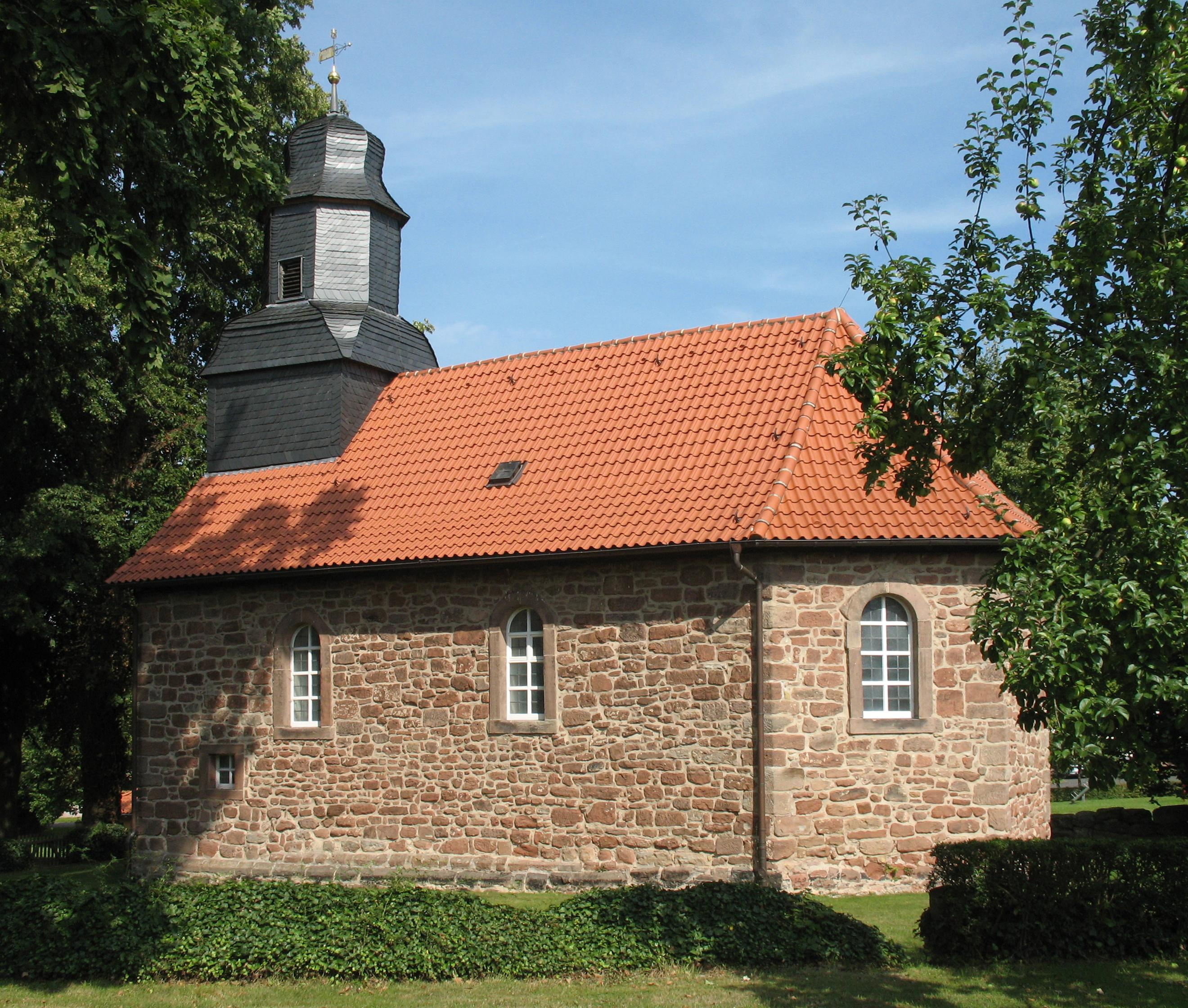
Chiesa a Lichtenhagen

Friedland è un comune di 10.726 abitanti della Bassa Sassonia, in Germania.
Appartiene al circondario (Landkreis) di Gottinga (targa GÖ).